# Bibliothek des Kunsthistorischen Instituts der Universität Bonn
Die Bibliothek des Kunsthistorischen Instituts (KHI) der Universität Bonn ist eine der größten und ältesten universitären Kunstbibliotheken im deutschen Sprachraum. Sie wurde bereits im 19. Jahrhundert gegründet und umfasst heute ca. 150.000 Medien, die von drei Bibliothekaren und zehn Hilfskräften betreut werden. Die Bibliothek ist Mitglied der Arbeitsgemeinschaft der Kunst- und Museumsbibliotheken (AKMB).

## Geschichte
Mit Carl Justi begann ab 1872 der Aufbau eines Seminarapparates im Fach Kunstgeschichte an der Universität Bonn, d. h. auch der Grundstock für die heutige Bibliothek wurde von ihm gelegt. Besonders verdient machte sich sein Nachfolger Paul Clemen um den kontinuierlichen Ausbau des Buchbestands. Im Zuge seiner Bleibeverhandlungen konnte er auch erwirken, dass das Kunsthistorische Institut 1912 Räumlichkeiten im ehemaligen buen-retiro-Flügel des kurfürstlichen Schlosses Bonn erhielt. Schon 1929 musste das Dachgeschoss über dem Institut ausgebaut werden, um zusätzlichen Platz für die Bibliothek zu schaffen. 
Der Buchbestand wuchs während der Amtszeit Clemens auf mehr als 15.000 Titel und etliche Zeitschriftenbände an. Die ersten umfassenden Kataloge wurden ab 1916 erstellt, als bereits die Aufstellung nach einer hauseigenen Systematik erfolgte. Schon zu dieser Zeit lag die Leitung der Bibliothek in den Händen einer wissenschaftlichen Assistentin oder eines Assistenten des Instituts. Seit 1914 wird der Bestandsaufbau durch die Vereinigung der Freunde des Kunsthistorischen Instituts in Bonn finanziell gefördert. Heute gehört auch die Gielen-Leyendecker-Stiftung zu den Mäzenen der Bibliothek. 
Während des Zweiten Weltkriegs wurden die Bücher in einen Keller des kurfürstlichen Schlosses in Bonn ausgelagert, wohin sie bereits 1941 verbracht wurden. Somit entgingen sie den alliierten Bombenangriffe im Oktober 1944. Wegen eines Wassereinbruchs mussten sie 1946 umgelagert werden. Erst 1952 zog die Bibliothek zurück in die wiedererrichteten Räume im ehemaligen buen-retiro-Flügel des Schlosses, wo auf ihren damaligen Umfang abgestimmte Einbauregale die Bücher fortan beherbergten. Um 1950 wurde auch die heute noch verwendete Aufstellungssystematik erdacht.
Die von Heinrich Lützeler in den Einbauregalen kalkulierten Reserven reichten nur bis in die 1980er-Jahre. Immer wieder wurden in den folgenden Jahrzehnten Büro- und Lagerräume im Institut mit Regalen ausgestattet und der Bibliothek einverleibt. Als die Bibliothek im Frühjahr 2023 aufgrund der bevorstehenden Kernsanierung des kurfürstlichen Schlosses Bonn verlassen musste, bemaß sich ihr Bestand auf etwa 3500 Regalmeter. Der heutige Bibliotheksstandort befindet sich in der Rabinstraße 8.

## Bestand
Die Bibliothek erhielt zu ihrem Aufbau Bücher aus dem älteren Zeichensaal der Universität Bonn und anderen Instituten, weshalb ihr Bestand schon immer Bücher umfasst, die bereits vor der Bibliotheksgründung erschienen waren. Im Laufe ihrer über hundertjährigen Geschichte wurden auch immer wieder Teile von Privatbibliotheken bedeutender Kunsthistoriker übernommen. Zusätzlich wurden für Lehrveranstaltungen häufig auch noch retrospektiv Werke angeschafft. Ausstellungs- und Sammlungskataloge brachten Forschende von Reisen und Exkursionen mit, sodass die Bibliothek auch über eine umfangreiche Sammlung grauer Literatur, die nicht über den Buchhandel vertrieben wurde, verfügt.
Den Forschungs- und Lehrschwerpunkten der Professuren entsprechend, wurde beim Bestandsaufbau besonderes Augenmerk auf die Kunst des Mittelalters, der Neuzeit und der Moderne sowie auf die Kunst Italiens und der Niederlande gelegt. Da auf systematische Aussonderungen älterer Bestände weitestgehend verzichtet wurde, ist die Bibliothek einmalige Repräsentantin der Sammlungskultur des Faches Kunstgeschichte von seinen Anfängen bis zur Gegenwart. Die Bücher im Bestand werden teilweise seit 200 Jahren in der universitären Lehre eingesetzt und zeigen entsprechend starke Spuren ihrer Gebrauchsgeschichte. Nahezu der gesamte Bestand ist im System „bonnus“ nachgewiesen. Einzig die älteren Auktions- und Sammlungskataloge sind nicht über den OPAC recherchierbar, sondern nur in einem Zettelkatalog verzeichnet. Es gibt eine umfangreiche Sammlung von Faksimiles, die durch Schenkungen in den 2020er Jahren in die Bibliothek gelangte und vor allem in Forschung und Lehre zur Buchmalerei des Mittelalters zum Einsatz kommt. 
In der Zeit des Nationalsozialismus wuchs der Bestand der Bibliothek um ca. 8000 Bände. Maßgeblich verantwortlich war dafür der 1935 als Ordinarius für Kunstgeschichte eingesetzte Alfred Stange, ein wichtiger Akteur der NS-Kulturpolitik im Rheinland. Sein Engagement für den Ausbau der Bibliothek ist in den Akten des Instituts und im Inventarbuch dokumentiert. Es ist daher wahrscheinlich, dass sich NS-verfolgungsbedingt entzogenes Kulturgut im Bibliotheksbestand befindet. Konkrete Rekonstruktionen von Provenienzen einzelner Bücher stehen bisher aus, werden durch neue Bindungen und die Tilgung von Besitzvermerken erschwert. Forschungsprojekte beschäftigen sich mit der problematischen Institutsgeschichte in der NS-Zeit und der systematischen Aufarbeitung der Bucheingänge aus den Jahren 1933 bis 1945 unter Berücksichtigung der Washingtoner Erklärung.
Übernahmen und Ankäufe aus Privatbibliotheken
- Carl Justi (1912)
- Hermann Schaaffhausen (1915)
- Wilhelm Effmann (1918)
- Marc Rosenberg (1931)
- Ludwig Schudt (1962)
- Hubert Willkomm (2020)
- Günther Schauerte (2021)
- Dieter Groll

## Bibliotheksleitung
| Name                   | Zeitraum  |
| ---------------------- | --------- |
| Roswitha Hespe         | 1949–1968 |
| Gisela Mülhens-Matthes | 1968–2004 |
| Luise Leinweber        | 2004–2019 |
| Constanze Keilholz     | 2020–2023 |
| Camilla G. Kaul        | seit 2024 |